# Komenda Wojewódzka Policji w Krakowie
Komenda Wojewódzka Policji w Krakowie – jednostka organizacyjna Policji obejmująca swoim zasięgiem terytorium województwa małopolskiego podlegająca bezpośrednio Komendzie Głównej Policji. Od 27 listopada 2024 obowiązki Komendanta Wojewódzkiego pełni insp. Artur Bednarek.

## Struktura Komendy[1]

### Komórki Podległe Komendantowi Wojewódzkiemu
- Wydział Kadr
- Wydział Doboru i Szkolenia
- Wydział Kontroli
- Wydział Bezpieczeństwa Informacji
- Wydział Prezydialny
- Wydział Finansów
- Zespół Prawny
- Zespół Prasowy
- Zespół ds. Bezpieczeństwa i Higieny Służby i Pracy
- Jednoosobowe Stanowisko ds. Audytu Wewnętrznego
- Zespół ds. Ochrony Praw Człowieka
- Wydział Postępowań Administracyjnych
- Jednoosobowe Stanowisko ds. Współpracy z Samorządami
- Sekcja Psychologów

### Komórki podległe I Zastępcy Komendanta Wojewódzkiego
- Wydział Dochodzeniowo-Śledczy
- Wydział Kryminalny
- Wydział Techniki Operacyjnej
- Wydział do walki z Korupcją
- Wydział do walki z Przestępczością Gospodarczą
- Wydział Wywiadu Kryminalnego
- Laboratorium Kryminalistyczne
- Wydział do walki z Przestępczością Narkotykową
- Wydział ds. Zwalczania Przestępczości Pseudokibiców

### Komórki podległe Zastępcy Komendanta Wojewódzkiego
- Wydział Konwojowy
- Wydział Prewencji
- Wydział Ruchu Drogowego
- Sztab Policji
- Samodzielny Pododdział Kontrterrorystyczny Policji
- Oddział Prewencji Policji
- Komisariat Wodny
- Komisariat Autostradowy

- Wydział Gospodarki Materiałowo-Technicznej
- Wydział Inwestycji i Remontów
- Wydział Łączności i Informatyki
- Wydział Transportu
- Wydział Zamówień Publicznych i Funduszy Pomocowych
- Zespół ds. Inwentaryzacji

## Komendanci[2]
| Stopień      | Imię i Nazwisko        | Data rozpoczęcia pełnienia funkcji | Data zakończenia pełnienia funkcji |
| ------------ | ---------------------- | ---------------------------------- | ---------------------------------- |
| inspektor    | Stefan Tokarz          | 13.06.1990                         | 31.08.1991                         |
| nadinspektor | Bogusław Strzelecki    | 01.09.1991                         | 18.04.1999                         |
| nadinspektor | Eugeniusz Szczerbak    | 19.04.1999                         | 02.01.2003                         |
| nadinspektor | Andrzej Woźniak        | 03.01.2003                         | 26.01.2006                         |
| nadinspektor | Adam Rapacki           | 27.01.2006                         | 12.09.2006                         |
| nadinspektor | Tadeusz Budzik         | 15.01.2007                         | 22.03.2007                         |
| nadinspektor | Andrzej Rokita         | 23.03.2007                         | 11.02.2012                         |
| nadinspektor | Mariusz Dąbek          | 12.02.2012                         | 01.02.2016                         |
| nadinspektor | Tomasz Miłkowski       | 01.02.2016                         | 25.04.2017                         |
| inspektor    | p.o. Robert Strzelecki | 26.04.2017                         | 22.10.2017                         |
| nadinspektor | Krzysztof Pobuta       | 23.10.2017                         | 11.03.2020                         |
| inspektor    | Roman Kuster           | 11.03.2020                         | 27.05.2021                         |
| nadinspektor | Michał Ledzion         | 27.05.2021                         | 26.01.2024                         |
| inspektor    | Piotr Morajko          | 26.01.2024                         | 27.11.2024                         |
| inspektor    | Artur Bednarek         | 27.11.2024                         | nadal                              |